# 奧萊什基
奧莱什基（羅馬化：Oleshky，發音：[oˈɫɛʃkɪ] ⓘ），或译奥列什基，是乌克兰南部赫尔松州赫尔松区奥莱什基市镇内的城市及该市镇的行政中心，2020年7月18日前为奧萊什基區的行政中心。該市位於第聶伯河左岸，距離州府赫尔松5公里，面積60.5平方公里，海拔高度8米，2022年人口数量为24,124人。2022年2月24日，该市被俄罗斯军队占领。2023年6月，受卡霍夫卡水壩潰決事件影响，该市被洪水淹没。

## 城市名称
1928年以苏联政治家亚历山大·瞿鲁巴的姓氏命名为秋魯平斯克（俄语：Цюрупинск）。2016年5月19日，乌克兰最高拉达根据去共化法律将该市恢复原名。

## 当地名人
- 亚历山大·瞿鲁巴：苏联政治家。